# Incident de Baren
L'incident de Baren ou insurrection de Baren s'est déroulée dans la région chinoise du Xinjiang, district d'Akto, municipalité de Baren, le 5 avril 1990.
2 000 fermiers du village de Baren se révoltèrent sous la direction du chef local du Parti islamique du Turkestan, Zeydin Yussuf. Les événements causèrent 22 morts de source officielle et au moins 60 de source occidentale.

## Contexte
Depuis les années 1990, la politique de développement des autorités chinoises s'accompagne, comme au Tibet, de l'envoi de nombreux Chinois d'ethnie Han. Après le retrait des troupes soviétiques d'Afghanistan et l'indépendance des trois républiques musulmanes de l'ancienne URSS, les troubles se sont intensifiés en 1990.

## Déroulement de l'incident
C'est dans le village de Baren au nord-ouest de Kachgar que 2000 fermiers se révoltèrent sous la direction du responsable local du parti de l'Islam. Le village fut assiégé par les forces chinoises et les combats durèrent quatre jours.
Selon des rapports officiels, les rebelles planifièrent des attaques coordonnées contre des bâtiments gouvernementaux à travers tout le district de Kachgar. 200 combattants armés de Zeydin Yussuf affrontèrent les forces de police dans une bataille avant de se replier dans les montagnes. L'armée populaire de libération utilisa des hélicoptères pour écraser la révolte et déloger les rebelles des montagnes. Les causes de l'insurrection seraient liés à la migration de population han au Xinjiang et à des rapports indiquant que le gouvernement chinois étenderait sa politique de l'enfant unique aux minorités, y compris les Ouïghours.